# Камерунская митрополия
Камеру́нская митропо́лия (греч. Ιερά Μητρόπολη Καμερούν) — епархия Александрийской православной церкви на территории Камеруна, Чада, Центральноафриканской Республики, Экваториальной Гвинеи, Сан-Томе и Принсипи.

## История
Появление православия в Западной Африке связано с приездом сюда в конце XIX — начале XX века греческих эмигрантов. В 1920-е годы после выселения греков из Малой Азии число греческих общин увеличилось. В 1951 году французские колониальные власти официально признали присутствие в регионе Греческой Православной Миссии Камеруна (Mission Grec Orthodoxe du Cameroon). В 1951—1955 годы был построен Благовещенский собор в Яунде, в 1953—1959 гг. — церковь равноапостольных Константина и Елены в Дуале. В 1956 году в Западной Африке действовало 4 греческих православных прихода.
28 ноября 1958 года на заседании Священного Синода Александрийского Патриархата было принято решение о создании Аккроской и Западноафриканской митрополии (Μητροπόλεως Άκκρας και Δυτικής Αφρικής). 23 января 1959 года был издан соответствующий Патриарший и Синодальный томос. На 1963 год митрополия насчитывала 8 храмов, в которых служили 4 иерея.
С 1975 года в Западной Африке активизировалась православная миссионерская деятельность среди местного населения, в 1980 году была начата проповедь в Северном Камеруне, куда практически ещё не добрались другие христианские конфессии. Катехизаторы сталкиваются со сложностями из-за большого числа местных диалектов (около 220).
28 ноября 1994 года Аккрская митрополия была переименована в Камерунскую. На тот момент она охватывала следующие государства: Камерун, Сенегал, Гамбия, Гвинея, Гвинея-Бисау, Сьерра-Леоне, Либерия, Кот-д’Ивуар, Мали, Чад, Буркина-Фасо, Гана, Того, Бенин, Нигер, Нигерия, Центральноафриканская Республика, Экваториальная Гвинея, а также Острова Зелёного Мыса и Сан-Томе и Принсипи. В Яунде была открыта семинария для франкоязычных православных Африки.
23 сентября 1997 года из состава Камерунской были выделены Нигерийская епархия, куда отошли Нигерия, Нигер, Бенин и Того, и Ганская епархия, куда отошли Гана, Кот-д'Ивуар, Либерия, Сьерра-Леоне, Сенегал, Мали, Буркина-Фасо, Гвинея, Гвинея-Бисау и Гамбия. Тогда же Республика Конго (Конго-Браззавиль) было переведено в состав Центральноафриканской митрополии.
В 2007 году православные миссионеры совершили первые в Центральноафриканской Республике крещения местных жителей и организовали церковные общины.
12 февраля 2009 года Камерунская митрополия официально признана властями Камеруна.
На начало 2010-х годов православная паства Камерунской митрополии превысила 200 тысяч человек. Наибольшее число верующих — в Северном Камеруне и Южном Чаде. В Чаде, Центральноафриканской Республике, Экваториальной Гвинее, Сан-Томе и Принсипи проживало незначительное число православных из бывшего СССР, Восточной Европы, Греции и Ливана. В 2011 году в Камерунской митрополии служило 20 иереев, 19 которых были представителями коренного населения.

## Епископы
- 28 ноября 1994 — 9 марта 1997 — Петр (Папапетру)
- 24 ноября[6] 1997 — 16 сентября 2002 — Феодор (Хорефтакис)
- 6 октября 2002 — 27 октября 2004 — Димитрий (Захаренгас)
- с 25 ноября 2004 — Григорий (Стергиу)